# Belisario Domínguez (Chenalhó)
Belisario Domínguez es una localidad del estado mexicano de Chiapas. Es parte del municipio de Chenalhó.

## Toponimia
El nombre de la localidad rinde homenaje a Belisario Domínguez, político liberal y opositor a la dictadura de Victoriano Huerta.

## Demografía
| Gráfica de evolución demográfica |
|                                  |

| Censo | Población |
| ----- | --------- |
| 1970  | 988       |
| 1980  | 728       |
| 1990  | 1 206     |
| 2000  | 1 555     |
| 2010  | 1 526     |
| 2020  | 1 636     |